# Universidad Nacional de la Patagonia Austral
La Universidad Nacional de la Patagonia Austral (UNPA) es una universidad pública argentina con sede central en la ciudad de Río Gallegos, provincia de Santa Cruz. Posee también sedes en Caleta Olivia, Río Turbio y Puerto San Julián.
Fue fundada por la ley 24 446 del 23 de diciembre de 1994 y en el año 2015 contaba con unos 7000 alumnos.
Formada a partir del redimensionamiento de la Universidad Nacional del Sur, dependiendo de la cual se había fundado en 1962 el primer Centro de Estudios Superiores (luego transformado en el Instituto Universitario de Santa Cruz), en 1991 se fundó como Universidad Federal de la Patagonia Austral, que sería transferida al régimen nacional poco más tarde en 1994.

## Facultades y carreras

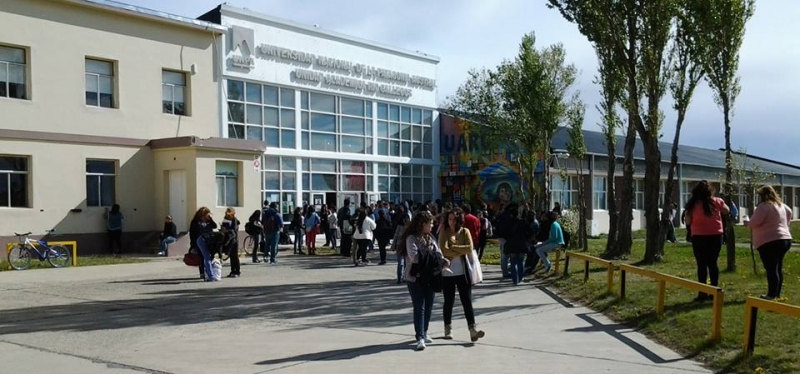
Entrada principal del Campus Universitario - Unidad Académica Río Gallegos.

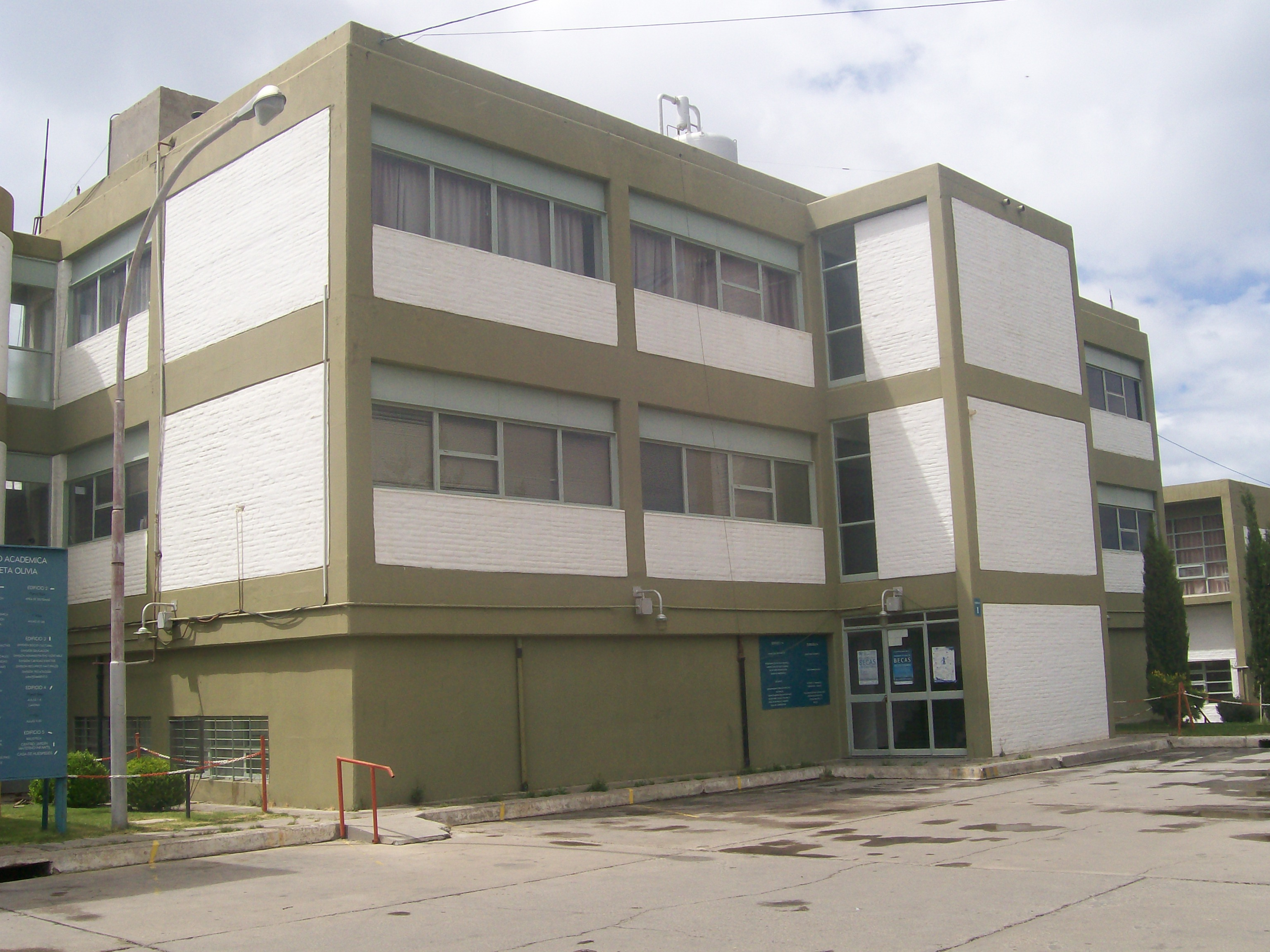
Vista de la ex planta potabilizadora, convertida en una de las sedes de la universidad.

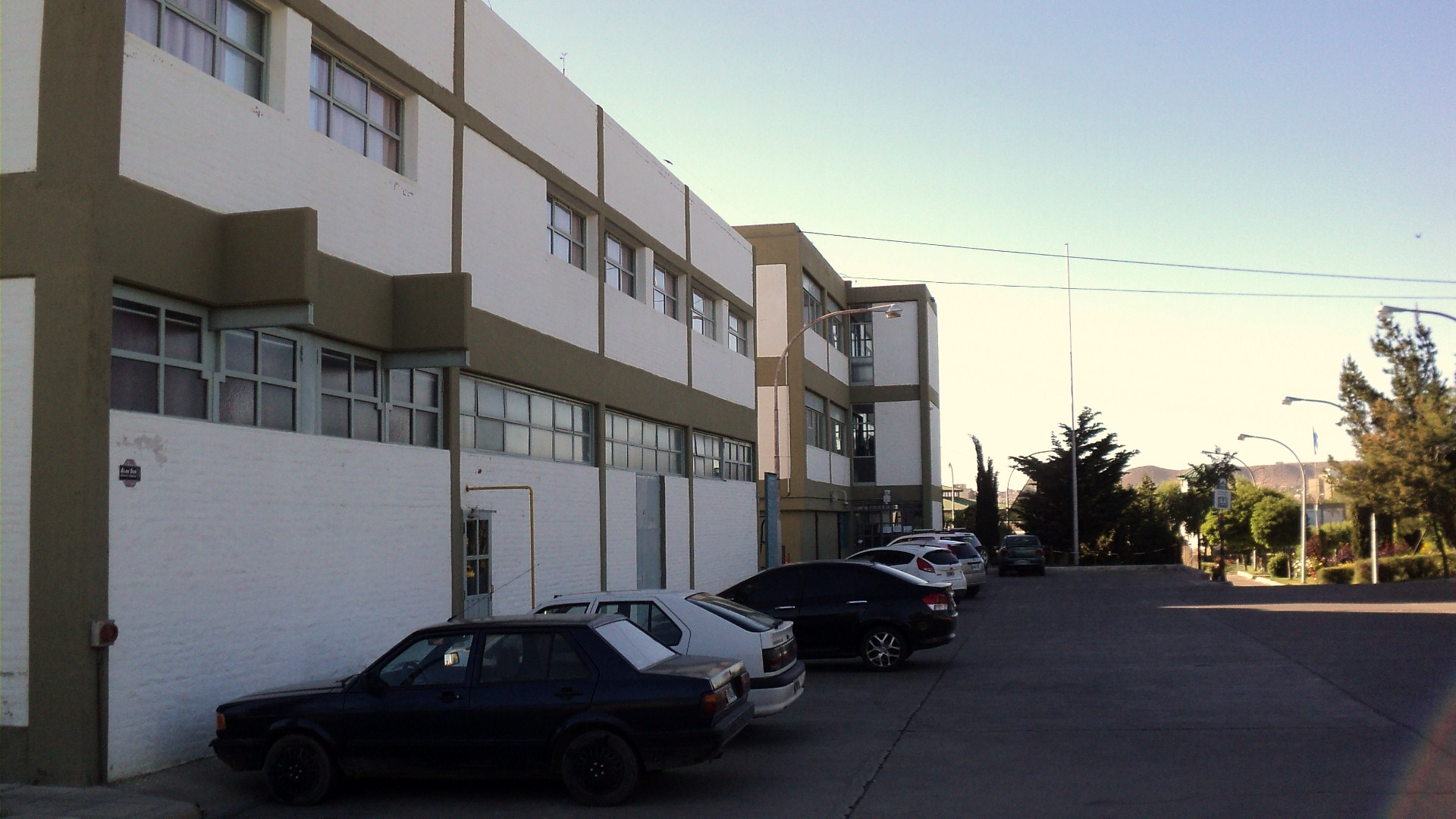
El edificio principal de la sede de Caleta Olivia.

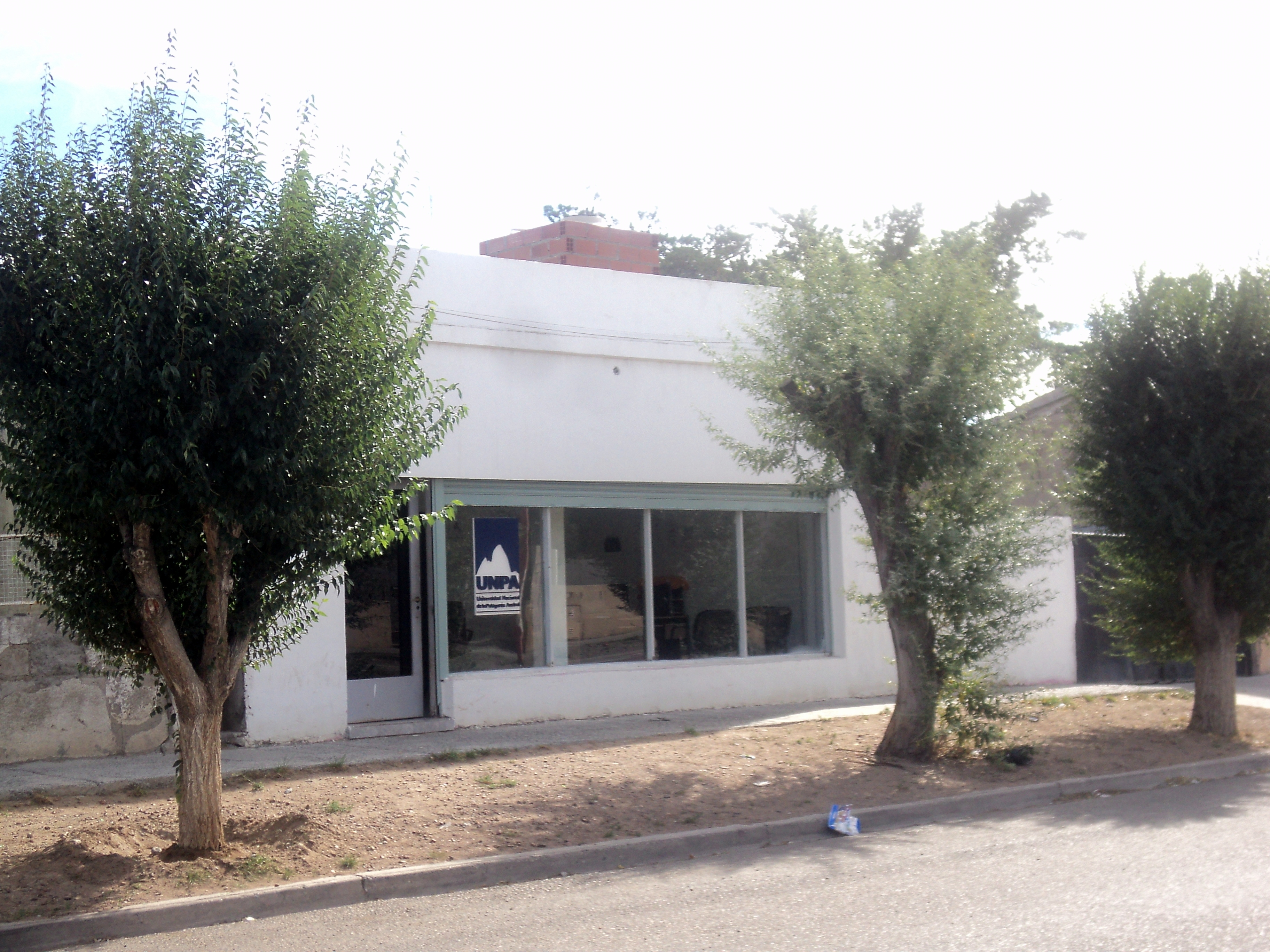
Delegación virtual de la UNPA en Pico Truncado.

### Ciencias Básicas y Aplicadas
- Tecnicatura Universitaria en Minas
- Tecnicatura Universitaria en Seguridad e Higiene en el Trabajo
- Tecnicatura Universitaria en Energía
- Profesorado en Matemática
- Ingeniería Electromecánica
- Ingeniería Química

### Ciencias Económicas y Empresariales
- Tecnicatura Universitaria en Gestión de las Organizaciones
- Profesorado en Economía y Gestión de las Organizaciones
- Licenciatura en Administración

### Ciencias Sociales y Humanas
- Licenciatura en Comunicación Social
- Profesorado en Geografía
- Licenciatura en Geografía
- Licenciatura en Trabajo Social
- Tecnicatura Universitaria en Acompañamiento Terapéutico
- Profesorado en Historia
- Profesorado en Letras
- Licenciatura en Letras

### Educación
- Profesorado en Nivel Inicial
- Profesorado en Ciencias de la Educación
- Profesorado para 1° y 2° Ciclo de la Educación General Básica
- Licenciatura en Psicopedagogía

### Informática
- Tecnicatura Universitaria en Desarrollo Web
- Tecnicatura Universitaria en Redes de Computadoras
- Analista de Sistemas
- Licenciatura en Sistemas
- Ingeniería en Sistemas

### Turismo
- Tecnicatura Universitaria en Turismo
- Licenciatura en Turismo

### Salud
- Enfermería Universitaria
- Licenciatura en Enfermería

### Recursos Naturales
- Tecnicatura Universitaria en Recursos Naturales Renovables (Orientación Acuícola)
- Tecnicatura Universitaria en Recursos Naturales Renovables (Orientación Agropecuaria)
- Tecnicatura Universitlaria en Recursos Naturales Renovables (Orientación Frutihortícola)
- Ingeniería en Recursos Naturales Renovables

## Sedes y Centros de Atención

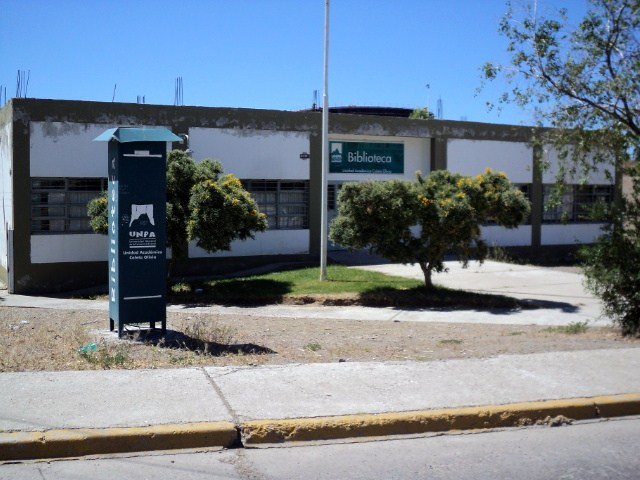
Edificio de la biblioteca de la UNPA en la sede Caleta Olivia.

Las unidades académicas se dispersan por la provincia de Santa cruz:
- Unidad Académica Caleta Olivia
  - Filial Las Heras
  - Filial Pico Truncado
  - Filial Puerto Deseado

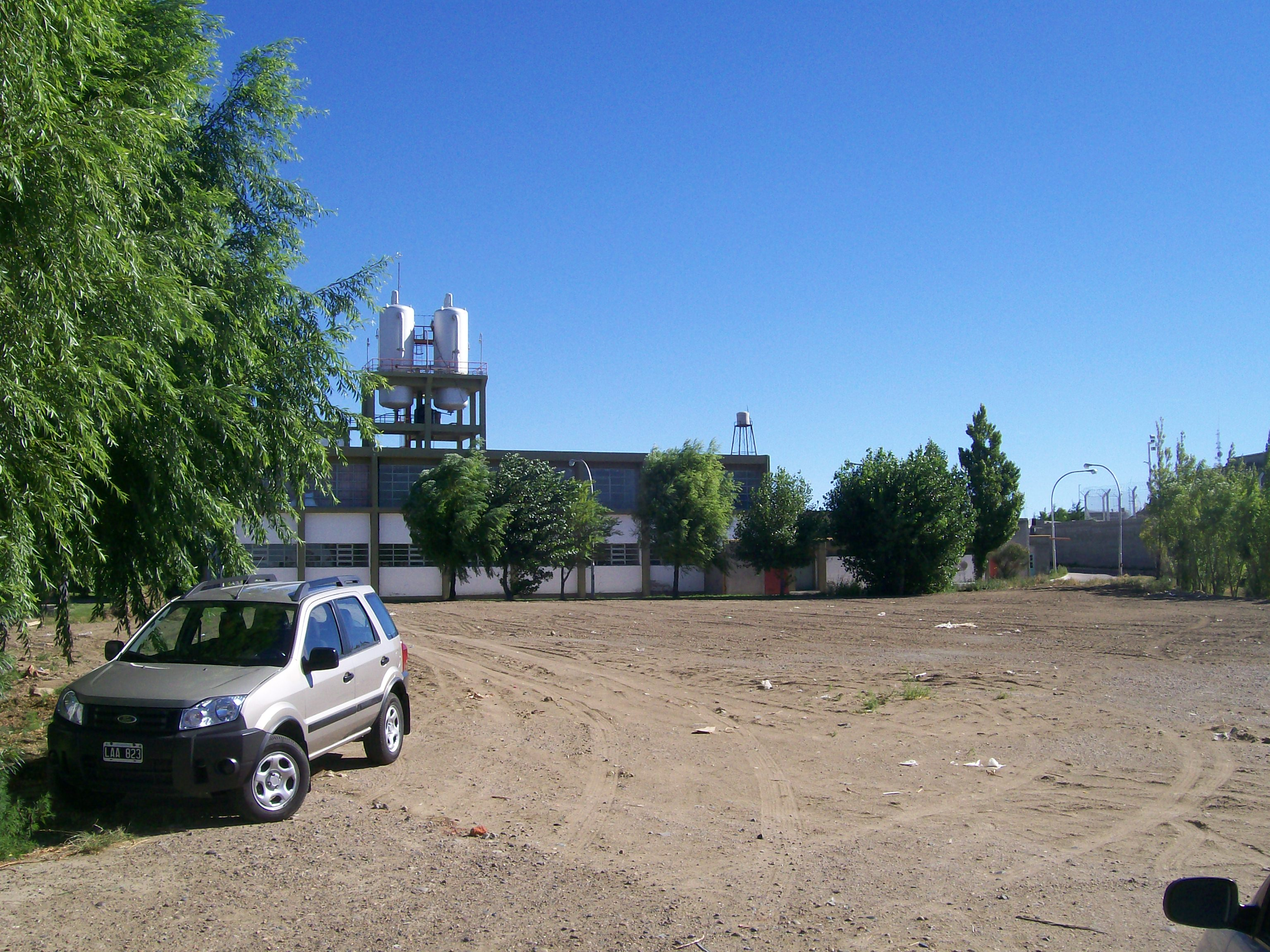
Lateral de la sede Caleta Olivia.

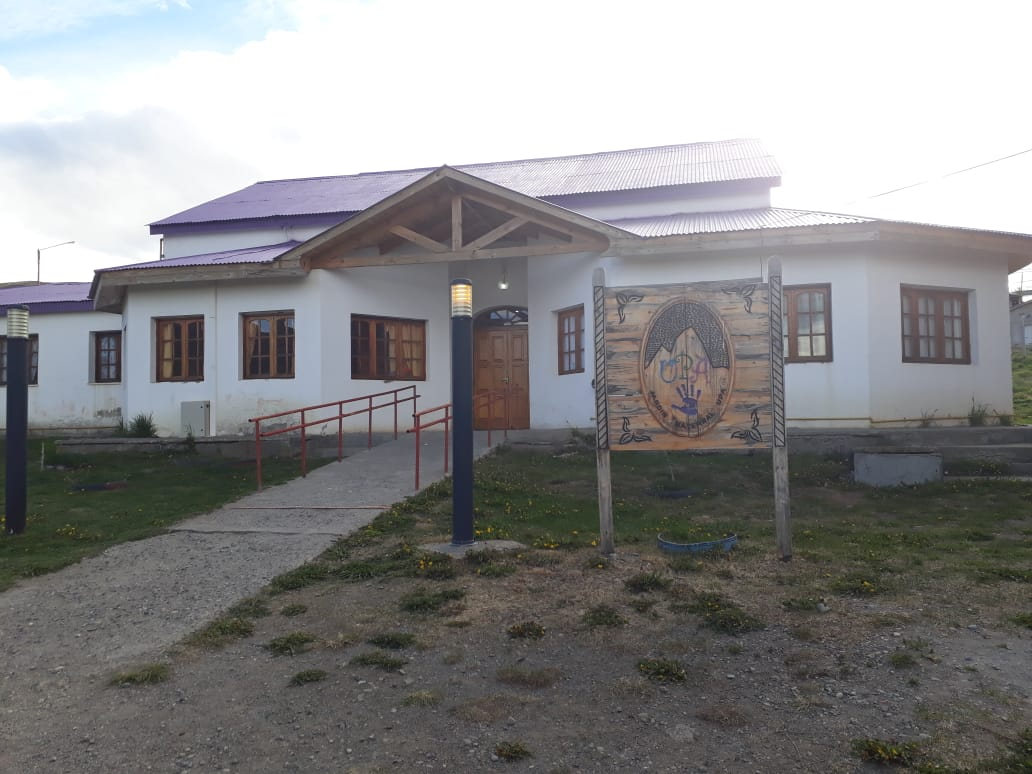
Frente del Jardín Maternal en la sede de Río Turbio.

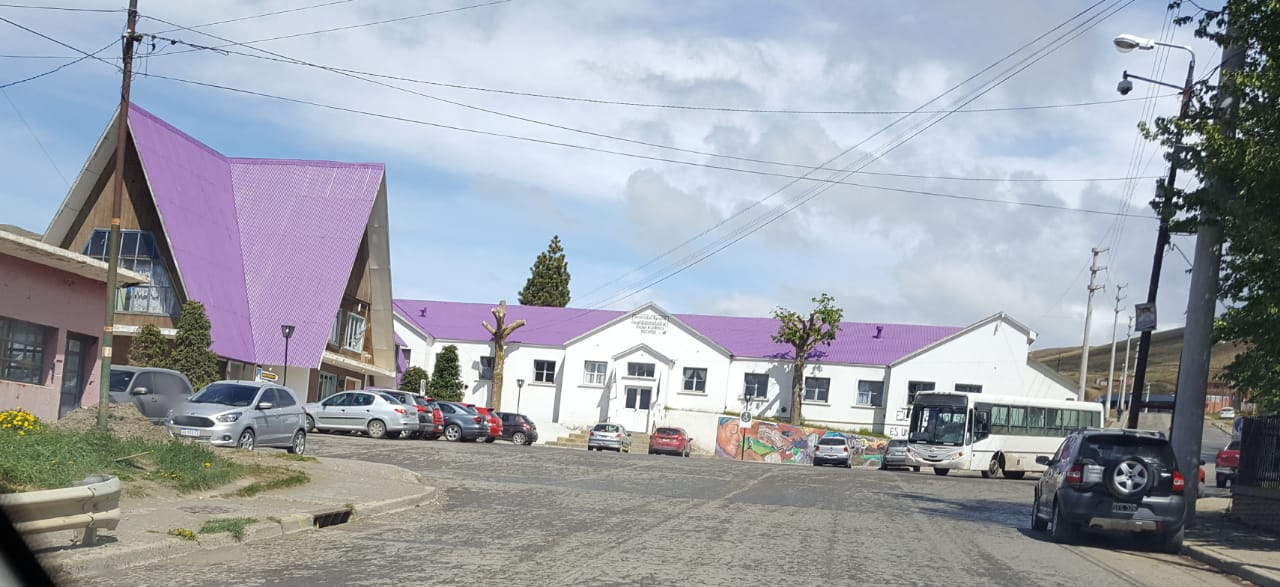
Vista Frontal de la Unidad Académica Río Turbio

- Unidad Académica Puerto San Julián
- Unidad Académica Río Gallegos
- Unidad Académica Río Turbio

## Unidad Académica Caleta Olivia
La Unidad Académica Caleta Olivia, es una de las cuatro sedes de la Universidad Nacional de la Patagonia Austral y se encuentra ubicada en la ciudad de Caleta Olivia. La misma cuenta con una oferta académica de dieciocho carreras, las que en su gran mayoría son de modalidad presencial. También cuenta con carreras dictadas en modalidad a distancia, a través de los soportes tecnológicos como el sistema virtual UNPABIMODAL y Guaraní. Además, dispone de un Centro Jardín Materno Infantil, cuyo propósito es favorecer a toda la comunidad universitaria, principalmente en el rendimiento académico de los estudiantes como así también brindar acompañamiento al personal atendiendo educativamente a sus hijos con edades entre 45 días y 3 años.

Oferta académica:
Escuela Ingeniería y Prevención de Riesgos
Ingeniería Electromecánica
Licenciatura en Higiene y Seguridad en el Trabajo
Tecnicatura Universitaria en Petróleo
Tecnicatura Universitaria en Seguridad e Higiene en el Trabajo

Escuela Sistemas e Informática
Analista de Sistemas
Ingeniería en Sistemas
Tecnicatura Universitaria en Desarrollo Web
Tecnicatura Universitaria en Redes de Computadoras

Escuela Administración y Economía
Licenciatura en Administración
Tecnicatura Universitaria en Gestión de Organizaciones

Escuela Turismo
Licenciatura en Turismo
Tecnicatura Universitaria en Turismo

Escuela Ciencias Básicas y Exactas
Profesorado en Matemática

Escuela Trabajo Social
Licenciatura en Trabajo Social

Escuela Recursos Naturales
Tecnicatura Universitaria en Recursos Naturales Renovables Orientación Frutihortícola

Escuela Educación
Profesorado para la Educación Primaria
Profesorado Universitario en Ciencias de la Educación 
Escuela Comunicación
Licenciatura en Comunicación Audiovisual 

¿Qué se puede estudiar a distancia en la UNPA-UACO?

Carreras de Grado y Pregrado:
·        Licenciatura en Trabajo Social
·        Licenciatura en Turismo
·        Tecnicatura Universitaria en Turismo
·        Tecnicatura Universitaria en Recursos Naturales Renovables (orientación Producción Frutihortícola)

Estas carreras se pueden cursar a distancia en un nivel de SATEP 3, siempre que los estudiantes registren la inscripción en la Unidad Académica de Caleta Olivia. Cabe destacar que las únicas instancias presenciales son los exámenes finales, las prácticas profesionales supervisadas, pre-profesionales y trabajos de campo o de laboratorio.

## Unidad Académica Río Turbio
La Unidad Académica Río Turbio, es una de las cuatro sedes de la universidad ubicada en la ciudad de Río Turbio. La misma cuenta con una oferta académica de catorce carreras, siendo en su gran mayoría de modalidad presencial. También cuenta con carreras dictadas en modalidad a distancia, a través de los soportes tecnológicos como el sistema virtual UNPABIMODAL y Guaraní. Además de servicios como Jardín Maternal para estudiantes y profesores.
Oferta académica: Profesorado en Nivel Inicial, Profesorado para la Educación Primaria, Tecnicatura Universitaria en Recursos Naturales Renovables (Distancia), Enfermería Universitaria, Licenciatura en Trabajo Social (Distancia), Profesorado en Economía y Gestión de las Organizaciones, Tecnicatura Universitaria en Turismo (Distancia), Licenciatura en Turismo (Distancia), Licenciatura en Administración, Tecnicatura Universitaria en Energía, Tecnicatura Universitaria en Minas, Tecnicatura Universitaria en Seguridad e Higiene en el Trabajo, Analista de Sistemas, Tecnicatura Universitaria en Gestión de las Organizaciones.
- Unidad Académica San Julián

Centros de atención o también llamados cibereducativos de la red UNPA:
- Centro de atención 28 de noviembre
- Centro de atención El Calafate
- Centro de atención El Chaltén
- Centro de atención Gobernador Gregores
- Centro de atención Las Heras
- Centro de atención Los Antiguos
- Centro de atención Luis Piedrabuena
- Centro de atención Perito Moreno
- Centro de atención Pico Truncado
- Centro de atención Puerto Deseado

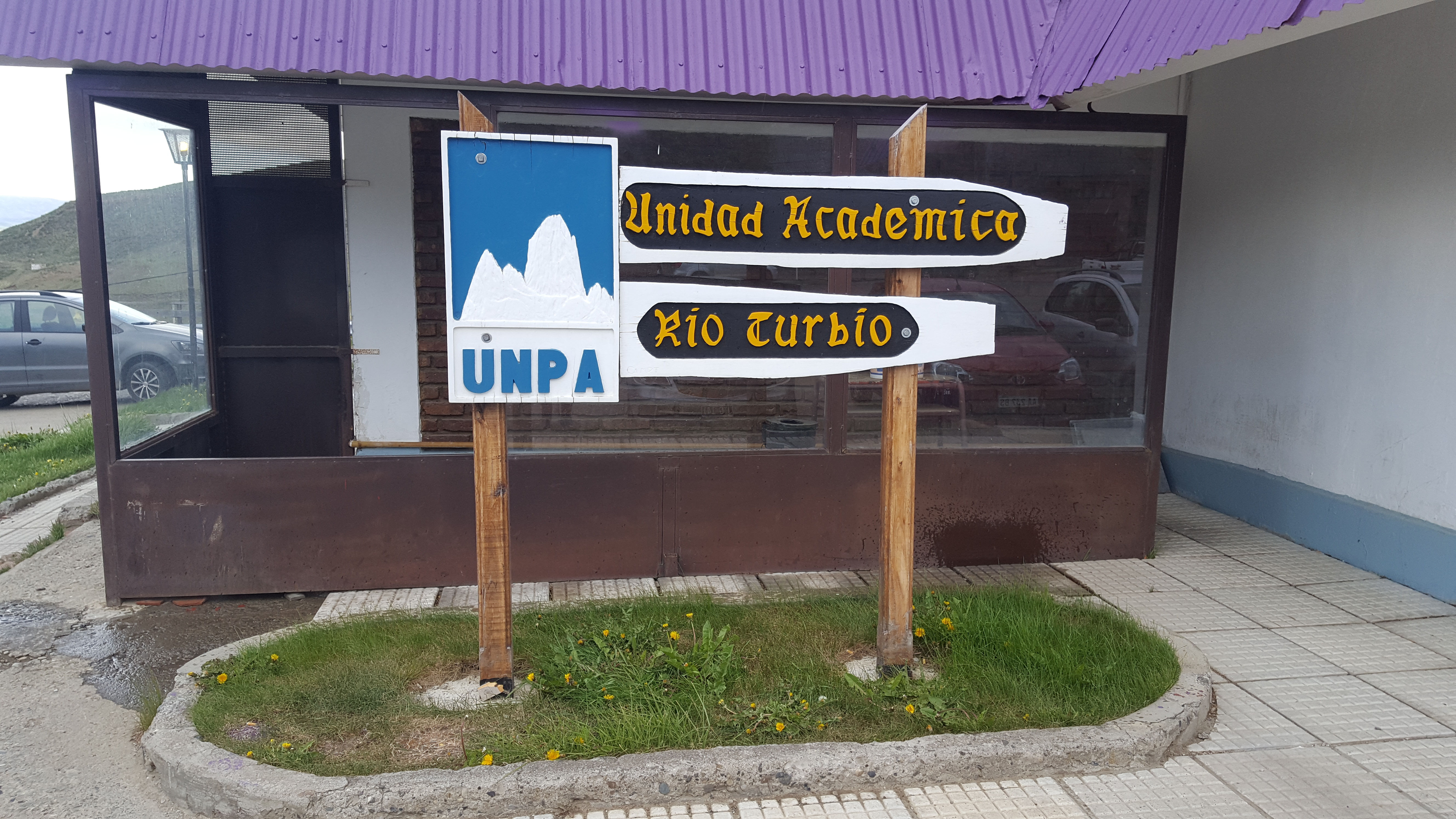
Entrada a la Unidad Académica Río Turbio.

- Centro de atención Puerto Santa CruzEntrada a la Unidad Académica Río Turbio.

## Investigación básica y aplicada de frontera

### Medición de ozono y radiación UV
Un laboratorio del CEILAP instalado en la Base Aérea Militar de Río Gallegos estudia las variaciones que se producen en la atmósfera, y a partir de la instalación de un semáforo que mide los niveles de radiación ultravioleta y mediante una campaña que alerta a la población cuando la dosis supera los niveles recomendados, la UNPA se incorporó al trabajo con proyectos de investigación destinados a la comunidad. El laboratorio integra la Red Aeronet de la NASA -a través de instrumental que mide partículas en suspensión en la atmósfera, junto con otras 400 estaciones del mundo- y brinda toda la información al Servicio Meteorológico Nacional. Por los avances logrados, el CEILAP declaró “sitio de mediciones” a la Estación de Río Gallegos.

## Noticiero

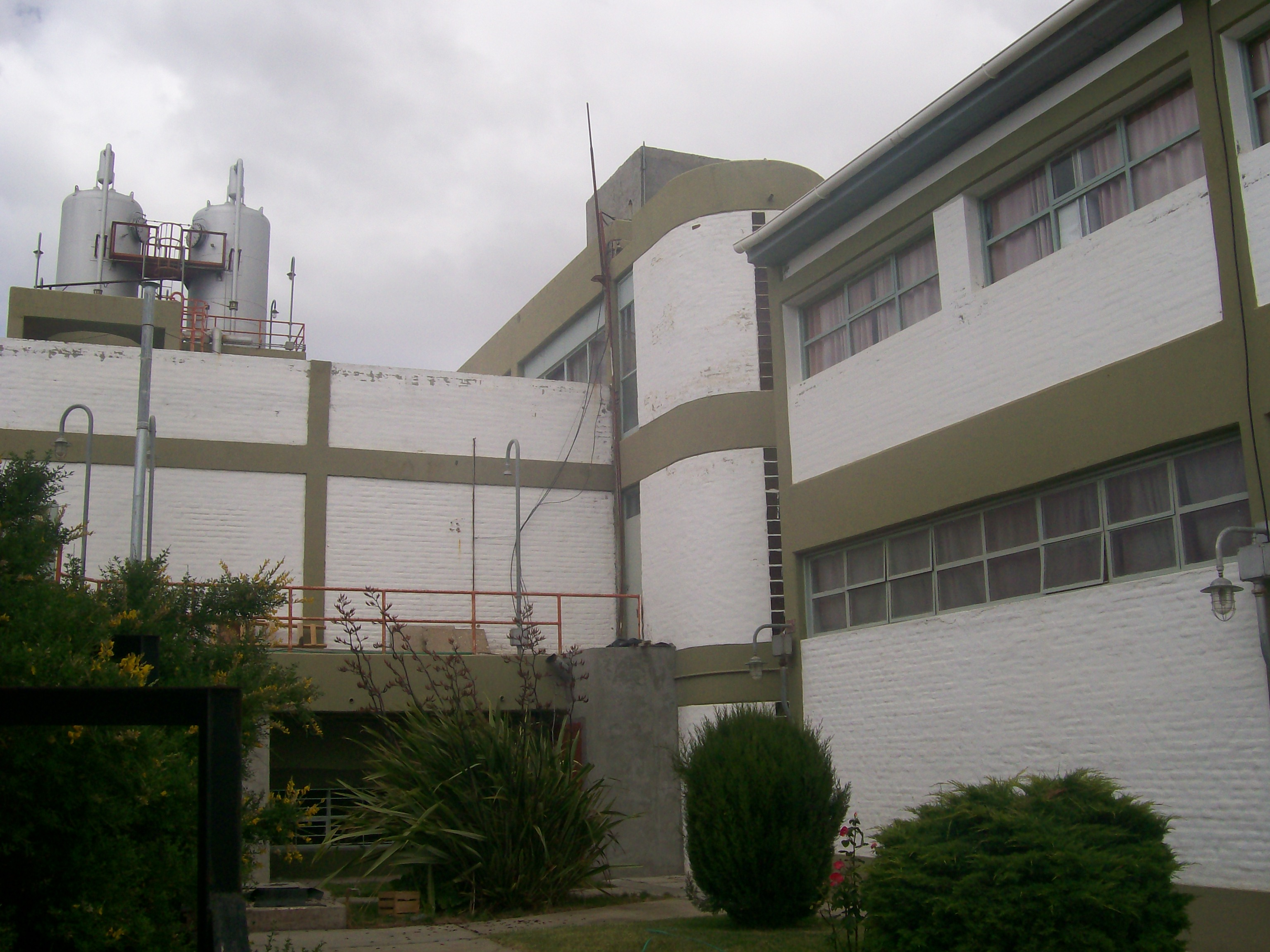
Interior del Complejo Universitario en la sede Caleta Olivia.

La Unidad Académica Río Gallegos transmite cada semana el Noticiero "Campus" por los canales locales y provinciales. El noticiero, a cargo del realizador audiovisual Rodrigo Magallanes, junto a docentes y personal de la universidad, obtuvo el Premio a la labor periodística "Raúl Alberto Segovia", otorgado por el Concejo Deliberante de Río Gallegos en el año 2012.